# Creu de Toret
La Creu de Toret està situada a 800 m de la sortida de Llívia, al camí d'en Calvera que mena cap a Angostrina, on hi havia un creuer format per 3 grades i una columna de granit, coronada per un capitell quadrangular que feia de suport d'una creu de ferro forjat, de petites dimensions. La base de la creu portava gravades les lletres TORE, corresponents al cognom Toret, d'una rica família d'agricultors de Llívia i Estavar, existent ja el segle xiv i que va erigir el monument el segle xviii, si bé la creu forjada era del XIV. El monument, molt malmès va ser traslladat a l'actual ubicació. La creu antiga, donat el seu mal estat, va ser substituïda per l'actual.

## Descripció
Aquesta creu de terme, coneguda amb el nom de Creu de Toret, es troba sobre un possible mil·liari romà, d'alt basament granític, on s'alça una columna de pedra granítica, amb base quadrada i fust vuitavat, coronat per un capitell quadrangular on hi està enclavada la petita creu de ferro forjat. A cada una de les cares del capitell quadrangular que fa de suport a la creu hi figura una lletra, formant la paraula T-O-R-E.T, on les dues últimes lletres estan juntes.

## Història
La Creu de Toret porta el nom de l'antiga família Toret, que durant el segle xiii es va desplaçar a Llívia. Segons Carreras Candi provenia del camí que anava al poble antic de Sareja o Cereja. La seva realització, la data en el segle xiii. En canvi Brousse la data del segle xvii. Posteriorment situada dins l'esplanada jardí que envolta l'església parroquial, per la cara sud, just al costat de la part superior de la Torre de Bernat de So.